# Teleutomyrmex schneideri
Teleutomyrmex schneideri é uma espécie de insecto da família Formicidae.
Pode ser encontrada nos seguintes países: França e Suíça.
A espécie, descoberta pelo mirmecologista suiço Heinrich Kutter, é peculiar porque não possui uma casta de obreiras, vivendo as rainhas e os machos como ectoparasitas das formigas Tetramorium caespitum, dos quais dependem inteiramente.

## Morfologia
A forma do corpo da Teleutomyrmex schneideri está especificamente adaptada. A rainha mede cerca de 2,5 milímetros, e têm uma forma concâva, para melhor se agarrar ao corpo dos hospedeiros, com patas e garras relativamente grandes. A T. schneideri é frágil e incapaz de cuidar de si, com mandíbulas demasiado tão pequenas e fracas que só se consegue alimentar de comida líquida, e as glândulas que produzem alimento para as larvas e proteção contra as bactérias estão totalmente ausentes. O seu exoesqueleto é estreito e o seu cérebro e o cordão nervoso central são pequenos e simplificados.

## Comportamento
A T. schneideri constantemente emite sinais químicos que enganam as formigas hospedeiras, levando-as a aceitá-las como verdadeiros mebros da colónia. Sendo ectoparasita, a T. schneideri passa a maior parte da sua vida adulta agarrada às costas dos seus hospedeiros, especialmente rainhas. Já foram observadas oito em cima de uma única rainha hospedeira, tornando-a praticamente imóvel.

## Alimentação
A T. schneideri vive totalmente de cominda regurgitada pelos seus hospedeiros, incluindo o líquido destinado à rainha hospedeira.

## Reprodução
Sendo alimentada e bem cuidada pelos seus hospedeiros, a T. schneideri tem uma elevada fecundidade, com os indivíduos mais velhos pondo cerca de dois ovos por minuto.